# Mascate
Mascate (em árabe: مسقط; romaniz.: Masqaṭ), no golfo de Omã, é a capital e maior cidade do Sultanato de Omã. Sua população é de aproximadamente 31 409 habitantes, com um 1,3 milhões de pessoas no geral vivendo na província de Mascate. A cidade constitui-se, na verdade, em três urbes menores, que se desenvolveram em conjunto ao longo dos séculos:
- Mascate propriamente dita, também conhecida como a "cidade amuralhada", onde se localizam os palácios reais;
- Matara, originalmente uma pequena vila de pescadores, onde se localiza o labiríntico "Soco de Matara" (Matrah Souq);
- Rui, considerada geralmente como centro comercial e diplomático da cidade.

## História

### Antecedentes
Os vestígios da ocupação humana na região de Mascate remontam a 6 000 a.C. em Raçal Hamra, onde sepulturas de pescadores foram identificadas. As sepulturas aparentam ter sido bem formadas e indicam a existência de enterramentos rituais. Ao sul de Mascate, remanescentes de cerâmica de Harapa indicam algum nível de contacto com a Civilização do Vale do Indo.
A notoriedade de Mascate como porto encontra-se registada desde o século I pelos antigos geógrafos: o grego Ptolomeu, refere-o como Cripto Porto (em latim: Cryptus Portus; romaniz.: lit. "Porto Escondido"), e Plínio, o Velho, denomina-o como Amitoscuta (em latim: Amithoscuta). Ali era comerciado incenso, considerado o mais puro de seu tempo.
O porto caiu diante da invasão dos Sassânidas no século III, sob o comando de Sapor I, enquanto que a sua conversão ao Islão ocorreu ainda durante o século VII. A importância de Mascate como porto comercial continuou a crescer nos séculos que se seguiram, sob a influência da dinastia azdita, uma tribo local.
A implantação do primeiro imamado no século IX, foi o primeiro passo para a consolidação das facções tribais dispersas de Omã sob a bandeira de um estado ibadita. Entretanto, as escaramuças tribais prosseguiram, permitindo aos Abássidas de Bagdá conquistarem Omã. Os Abássidas ocuparam a região até ao século XI, quando foram expulsos pelos iamades, uma tribo local. O poder sobre Omã deslocou-se da tribo iamade para o clã Azdi Nabaina, sob cujo governo a população dos portos do litoral como Mascate prosperou com o comércio marítimo e o estabelecimento de alianças com o subcontinente indiano, ao custo da alienação das populações do interior de Omã.

### A conquista portuguesa
Mascate é uma cidade muito grande e populosa, flanqueada em ambos os lados por altas montanhas e a frente está perto da borda do mar; para trás, para o interior, há uma planície tão grande como a praça de Lisboa, toda coberta com panelas de sal. Aqui se encontram pomares, hortas, bosques de palmeiras com poços para regá-las por meio de noras e outros engenhos. O porto é pequeno, no feitio de uma ferradura e abrigado de todos os ventos. — Afonso de Albuquerque, após a queda de Mascate, em 1507).

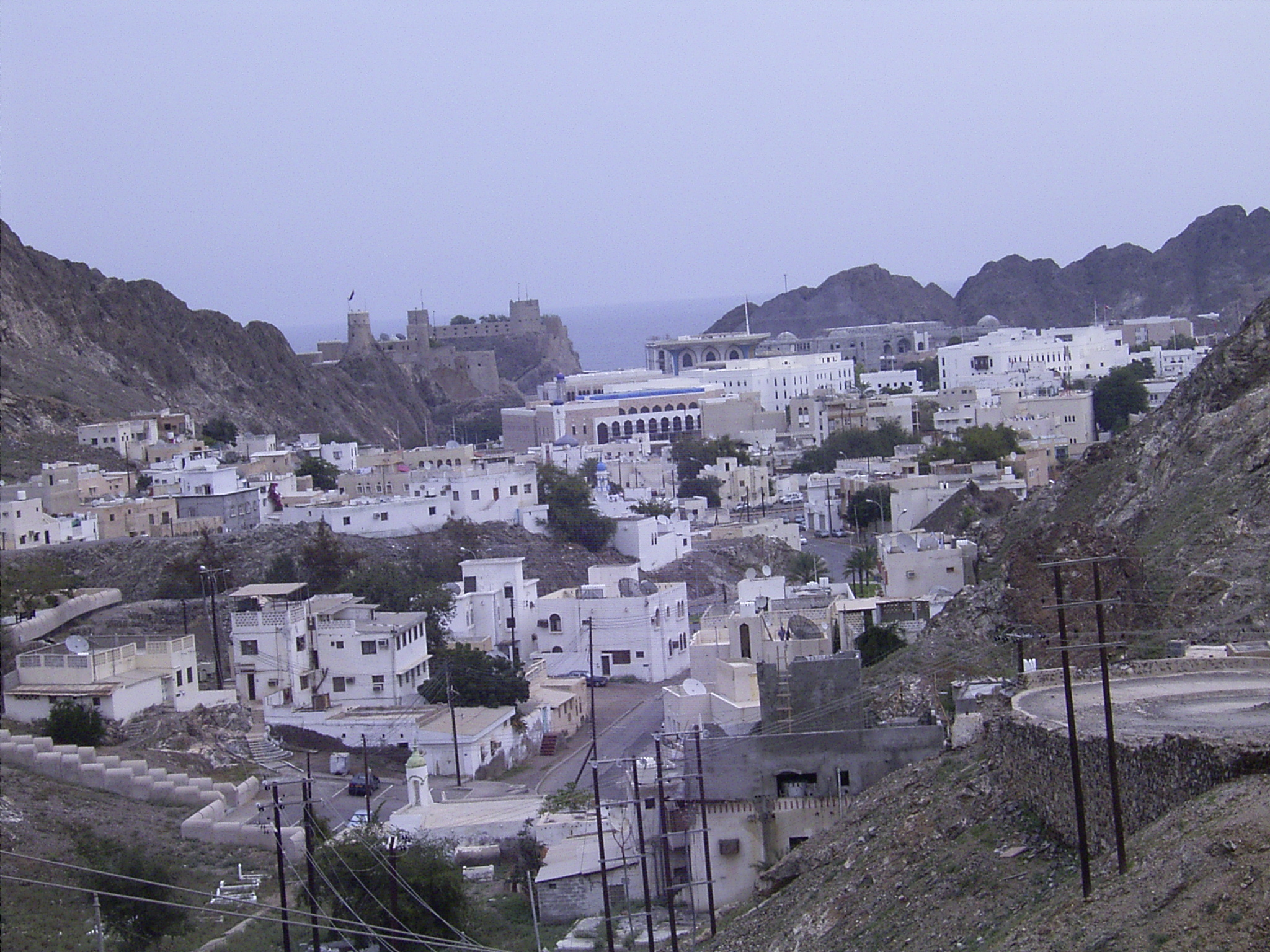
Velha Mascate. Ao fundo os fortes de Al Marani e Al Jalali, construídos pelos portugueses

A localização estratégica de Omã, entre a África e a Ásia, desde cedo atraiu a atenção dos europeus. Desse modo, forças portuguesas sob o comando de Afonso de Albuquerque atacaram Mascate em julho de 1507, seguindo-se uma sangrenta batalha com as tropas leais ao governador persa. Os portugueses mantiveram o controle de Mascate por mais de um século, a despeito dos desafios a partir da Pérsia e de um bombardeamento da cidade pelos Turcos em 1546. Os turcos capturaram Mascate aos Portugueses em duas ocasiões: em 1552 e em 1581-1588. O que se pode observar atualmente nos fortes gémeos Al Jalali e Al Mirani é, no essencial, resultante da intervenção portuguesa.
Após a queda do Forte de Nossa Senhora da Conceição de Ormuz diante dos Persas e seus aliados Ingleses (3 de maio de 1622), a sua guarnição e a população portuguesa, cerca de 2.000 pessoas, foram enviadas para Mascate, que daí em diante passou a concentrar os interesses portugueses na região.
A eleição de Nasir Bin Murshid al-Yaribi como Imã de Omã em 1624 alterou novamente o equilíbrio do poder na região, dos Persas e dos Portugueses para os Omanis locais. A 16 de agosto de 1648, o Imã expediu um exército para Mascate, que capturou e demoliu as altas torres de vigia dos Portugueses, enfraquecendo assim o seu domínio sobre a cidade. Finalmente, em 1650, um pequeno mas determinado corpo de tropas do Imã atacou o porto da cidade à noite, forçando a rendição Portuguesa (23 de janeiro de 1650). Essa data é considerada o início da independência do país, tornando o Sultanato de Omã no mais antigo estado independente da região.

### Doséculo XVIIao tempo presente
Com a vitória Omani sobre os portugueses em Mascate, a frota Omani prosseguiu combatendo os portugueses na costa leste africana, Em 1698, após manter os portugueses cercados no Forte Jesus de Mombaça durante dois anos, os Omanis finalmente varreram a presença portuguesa de toda a costa leste africana até Moçambique.
Posteriormente, no século XVIII, uma guerra civil e as repetidas incursões de tropas do xá afexárida Nader Xá, desestabilizaram a região, tornando ainda mais tensas as relações entre o interior e o litoral de Mascate. Este vazio de poder em Omã levou ao surgimento da Dinastia Abuçaíde que governou Omã desde então.
A supremacia naval e militar de Mascate foi restabelecida no século XIX por Saíde ibne Sultão, que adquiriu o controle sobre Zanzibar, eventualmente deslocando para lá o seu governo (1840), constituindo o Sultanato de Zanzibar e Omã, em reconhecimento da crescente importância de Zanzibar e do declínio do poder de Omã. Diante do aumento da possibilidade de uma guerra civil entre Zanzibar e Omã, o sultão solicitou a arbitragem da Grã-Bretanha que, preocupada em manter a paz na região, declarou a separação dos dois países em 1861. Durante a segunda metade desse século, a sorte da Dinastia Abuçaíde declinou e os atritos com os imãs do interior recrudesceram. Mascate e Matara foram atacadas por tribos do interior em 1895 e novamente em 1915.
No entanto, os conflitos entre as tribos dispersas do interior e o Sultão de Mascate e Omã prosseguiu na década de 1950 e, posteriormente, deu lugar à Rebelião Dofar (1962). Esta rebelião forçou o Sultão Saíde ibne Taimur a solicitar assistência à Grã-Bretanha para dominar as revoltas no interior. Em 26 de abril de 1966 uma tentativa falhada de assassínio de Saíde ibne Taimur levou a um maior isolamento do Sultão, com a transferência de sua residência de Mascate para Salalá, em meio ao conflito civil armado. Em 23 de julho de 1970, Qabus bin Said Al Said, filho do Sultão, protagonizou um golpe de Estado sem sangue, no palácio de Salalá, com o apoio britânico e tomou posse como governante.
Com o auxílio britânico, Cabus ibne Saíde colocou fim à insurreição Dofar e às disputas tribais. Mudou o nome do país para Sultanato de Omã (até então denominado como "Mascate e Omã"), visando pôr fim ao isolamento do interior. Cabus recorreu aos serviços de Omanis capazes de ocupar cargos em seu novo governo, baseados em empresas como a Petroleum Development Oman (PDO). Novos ministérios para os serviços sociais como os de Saúde e Educação foram estabelecidos. A construção do Porto de Cabus, um novo porto concebido inicialmente por Saíde ibne Taimur, foi desenvolvido durante os primeiros dias do governo de Cabus. Do mesmo modo, um novo aeroporto internacional foi construído, no distrito de Seebe. Um complexo de escritórios, armazéns, lojas e residências transformou a antiga vila de Ruwi, em Mutra, em um distrito comercial. O primeiro plano quinquenal de desenvolvimento de Mascate, em 1976, enfatizou o desenvolvimento de infra-estruturas em Mascate, o que proporcionou novas oportunidades para o comércio e o turismo nas décadas de 1980 e 1990, atraindo migrantes de toda a região.

## Geografia

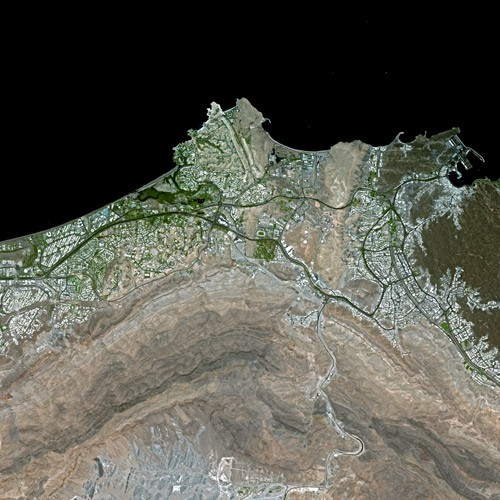
Imagem de satélite de Mascate

Muscat está localizada no nordeste de Omã. O Trópico de Câncer passa ao sul da área. A oeste, faz fronteira com as planícies da região de Al Batinah e, a leste, com a região de Ash Sharqiyah. As planícies do interior da região de Ad Dakhiliyah fazem fronteira com Mascate ao sul, enquanto o Golfo de Omã forma a periferia norte e oeste da cidade. A água ao longo da costa de Mascate é profunda, formando dois portos naturais, em Matara e Mascate. As Montanhas Hajar atravessam o litoral norte da cidade.
Rochas vulcânicas, predominantemente serpentinito e diorito, são visíveis na área de Mascate e se estendem ao longo da costa do Golfo de Omã por dez ou doze quilômetros, do distrito de Darsait até Yiti. As rochas plutônicas constituem as colinas e montanhas de Mascate e se estendem por aproximadamente 48 km de Darsait a Ras Jissah. Essas rochas ígneas consistem em serpentinito, pedra verde e basalto, típicos das rochas das regiões do sudeste da Península Arábica. Ao sul , os estratos de rocha vulcânica são quebrados e distorcidos, chegando a uma altura máxima de 1.800 m em Al-Dakhiliyah, uma região que inclui Jabel Acdar, a cordilheira mais alta do país. As colinas de Mascate são, em sua maioria, desprovidas de vegetação.
A vegetação desértica halofítica do tipo sabkha é predominante em Mascate. A Reserva Natural Qurum contém plantas como Arthrocnemum macrostachyum e Halopeplis perfoliata. Os recifes de coral são comuns na cidade. Caranguejos e lagostins  são encontrados nas águas da área de Mascate, assim como sardinhas e bonitos. O peixe-gato-de-vidro é comum em estuários de água doce, como a Reserva Natural Qurum.

### Clima
O clima predominante em Mascate é o clima árido (classificação climática BWh de Köppen) com verões longos e invernos quentes. A precipitação anual em Mascate é de cerca de 100 mm, caindo principalmente de dezembro a abril. Em geral, a precipitação é escassa em Mascate, com os meses de maio a novembro tipicamente recebendo apenas um traço de chuva. Entretanto, nos últimos anos, a cidade foi atingida por fortes precipitações de sistemas tropicais originários do Mar Árabico. O ciclone Gonu, em junho de 2007 afetou a cidade com fortes ventos e volumes de chuva superiores a 100 milímetros  em um único dia. O clima geralmente é muito quente e muito úmido no verão, com temperaturas chegando a 45 °C.
| Dados climatológicos para Mascate (1991-2020) | Dados climatológicos para Mascate (1991-2020) | Dados climatológicos para Mascate (1991-2020) | Dados climatológicos para Mascate (1991-2020) | Dados climatológicos para Mascate (1991-2020) | Dados climatológicos para Mascate (1991-2020) | Dados climatológicos para Mascate (1991-2020) | Dados climatológicos para Mascate (1991-2020) | Dados climatológicos para Mascate (1991-2020) | Dados climatológicos para Mascate (1991-2020) | Dados climatológicos para Mascate (1991-2020) | Dados climatológicos para Mascate (1991-2020) | Dados climatológicos para Mascate (1991-2020) | Dados climatológicos para Mascate (1991-2020) |
| Mês                                           | Jan                                           | Fev                                           | Mar                                           | Abr                                           | Mai                                           | Jun                                           | Jul                                           | Ago                                           | Set                                           | Out                                           | Nov                                           | Dez                                           | Ano                                           |
| --------------------------------------------- | --------------------------------------------- | --------------------------------------------- | --------------------------------------------- | --------------------------------------------- | --------------------------------------------- | --------------------------------------------- | --------------------------------------------- | --------------------------------------------- | --------------------------------------------- | --------------------------------------------- | --------------------------------------------- | --------------------------------------------- | --------------------------------------------- |
| Temperatura máxima recorde (°C)               | 34,6                                          | 38,2                                          | 41,5                                          | 44,9                                          | 48,3                                          | 48,5                                          | 49,1                                          | 49,2                                          | 47,2                                          | 43,6                                          | 39,4                                          | 37,8                                          | 49,2                                          |
| Temperatura máxima média (°C)                 | 25,1                                          | 26,2                                          | 29,4                                          | 34,6                                          | 39,5                                          | 39,4                                          | 37,3                                          | 35,9                                          | 35,5                                          | 34,6                                          | 29,9                                          | 26,6                                          | 32,8                                          |
| Temperatura média (°C)                        | 16,7                                          | 17,8                                          | 20,3                                          | 24,7                                          | 29,1                                          | 30,4                                          | 30,0                                          | 28,4                                          | 27,1                                          | 24,7                                          | 27,5                                          | 22,5                                          | 28,3                                          |
| Temperatura mínima média (°C)                 | 16,7                                          | 17,8                                          | 20,3                                          | 24,7                                          | 29,1                                          | 30,4                                          | 30,0                                          | 28,4                                          | 27,1                                          | 24,7                                          | 21,0                                          | 17,9                                          | 24,0                                          |
| Temperatura mínima recorde (°C)               | 1,6                                           | 2,3                                           | 7,0                                           | 10,3                                          | 11,2                                          | 21,6                                          | 23,5                                          | 21,3                                          | 19,0                                          | 14,3                                          | 9,4                                           | 4,5                                           | 1,6                                           |
| Precipitação (mm)                             | 14,3                                          | 6,5                                           | 11,5                                          | 11,4                                          | 2,5                                           | 7,0                                           | 1,7                                           | 0,7                                           | 0,1                                           | 0,9                                           | 6,9                                           | 9,8                                           | 73,3                                          |
| Umidade relativa (%)                          | 63                                            | 64                                            | 58                                            | 45                                            | 42                                            | 49                                            | 60                                            | 67                                            | 63                                            | 55                                            | 60                                            | 65                                            | 58                                            |
| Insolação (h)                                 | 268,6                                         | 244,8                                         | 278,3                                         | 278,3                                         | 347,4                                         | 325,7                                         | 277,7                                         | 278,6                                         | 303,9                                         | 316,9                                         | 291,9                                         | 267,0                                         | 3 493,3                                       |
| Fonte: NOAA                                   |                                               |                                               |                                               |                                               |                                               |                                               |                                               |                                               |                                               |                                               |                                               |                                               |                                               |
| Fonte 2: Starlings Roost Weather              |                                               |                                               |                                               |                                               |                                               |                                               |                                               |                                               |                                               |                                               |                                               |                                               |                                               |

## Demografia
De acordo com o censo de 2003 delo Ministério da Economia Nacional de Omã, a população de Mascate era de mais de 630.000 habitantes, dos quais 370.000 eram homens e 260.000 mulheres. Mascate era a segunda maior província do país, depois da região de Batina, e respondia por 27% da população total de Omã. Em 2003, os omanis constituíam 60% da população total de Mascate, enquanto os expatriados representavam cerca de 40%.

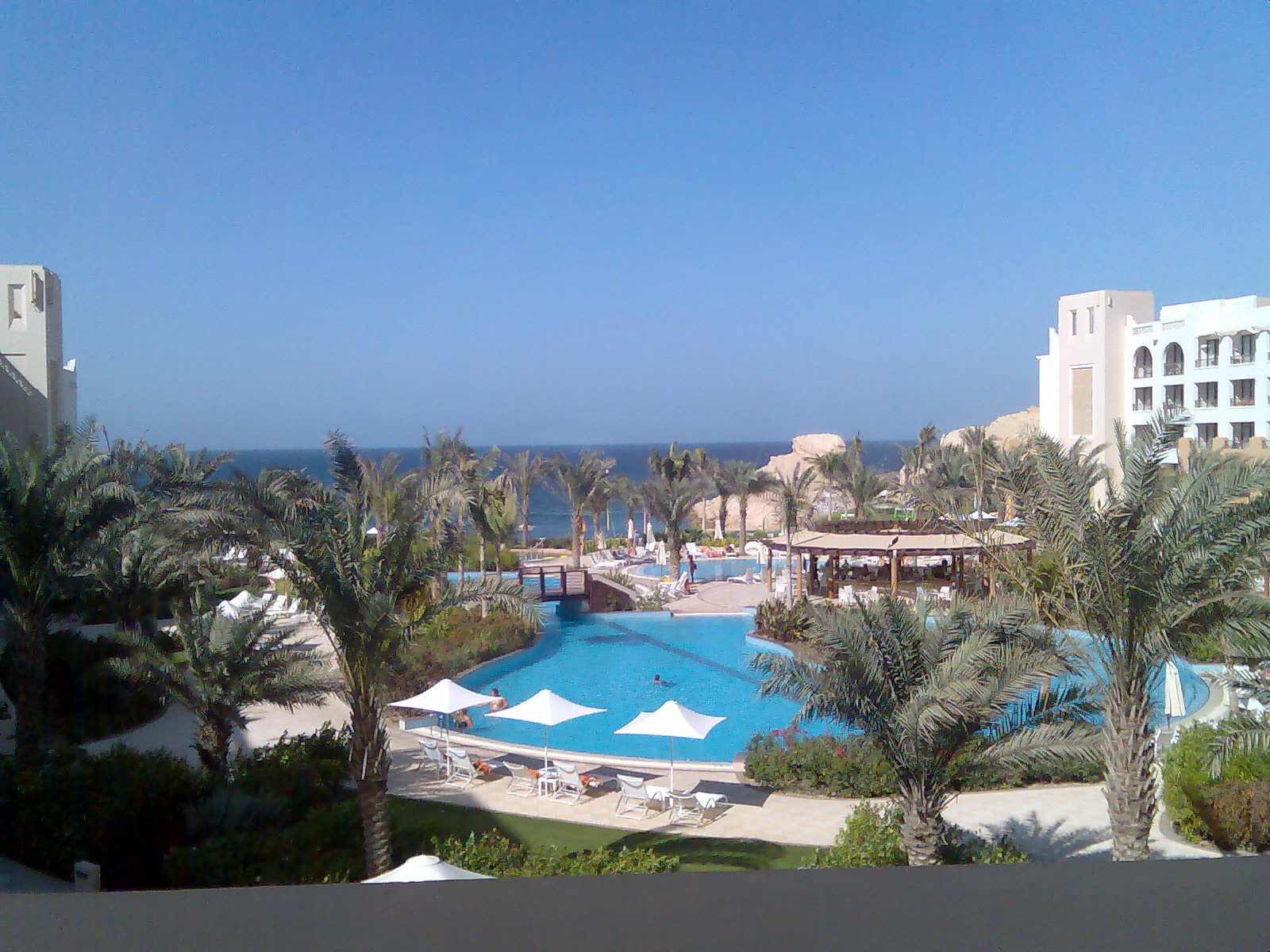
Shangri-La em Mascate

A governadoria de Mascate compreende seis wilayats: Muttrah, Bawshar, Seebe, Al Amrat, Mascate e Curiate. Seeb, localizada na seção oeste da governadoria, era a mais populosa (com mais de 220.000 residentes), enquanto Muttrah tinha o maior número de expatriados (mais de 100.000). Aproximadamente 71% da população estava na faixa etária de 15 a 64 anos, sendo que a idade média dos omanis era de 23 anos. Cerca de 10% da população é analfabeta, uma melhora em comparação com a taxa de analfabetismo de 18% registrada durante o censo de 1993. Os expatriados representam mais de 60% da força de trabalho, dominada por homens, que representam 80% da força de trabalho total da cidade. A maioria dos expatriados (34%) exercia profissões relacionadas à engenharia, enquanto a maioria dos omanis trabalhava em áreas de engenharia, administrativas, científicas ou técnicas. O Exército Real de Omã (e afins) empregava o maior número de omanis, enquanto a construção civil e o comércio atacadista e varejista empregavam o maior número de expatriados.
A composição étnica de Mascate tem sido historicamente influenciada por não nativos da Península Arábica. Os registros do Parlamento Britânico que datam do século XIX indicam a presença de uma população significativa de comerciantes hindus guzerates na cidade. Na verdade, havia quatro templos hindus em Mascate em 1760. O cristianismo floresceu em Omã (Bēṯ Mazūnāyē, que significa “terra dos maganitas”; nome derivado de seu nome sumério) do final do século IV ao início do século V. A atividade missionária do povo assírio da Igreja do Oriente resultou em uma população cristã significativa vivendo na região, com um bispo atestado em 424 d.C. sob o controle de Fars e da Arábia. Com a ascensão do Islã, a população cristã de língua siríaca e árabe acabou desaparecendo. Acredita-se que o cristianismo tenha sido reavivado pelo Império Português em 1507. Missionários protestantes estabeleceram um hospital em Mascate no século XIX.
O árabe é o idioma predominante da cidade. Outros idiomas falados pela população de Mascate incluem inglês, balochi, sindi, suaíli e idiomas indianos, como o bengali, gujarati, hindi, konkani, malabar, marathi, oriá, tâmil, telugo e urdu.
A religião predominante na cidade é o Islão, com a maioria dos seguidores sendo muçulmanos Ibadi. Em 2017, o Sultanato de Omã inaugurou o Mushaf Muscat, uma caligrafia interativa do Alcorão, após uma comissão do Ministério de Doações e Assuntos Religiosos de Omã.

## Economia

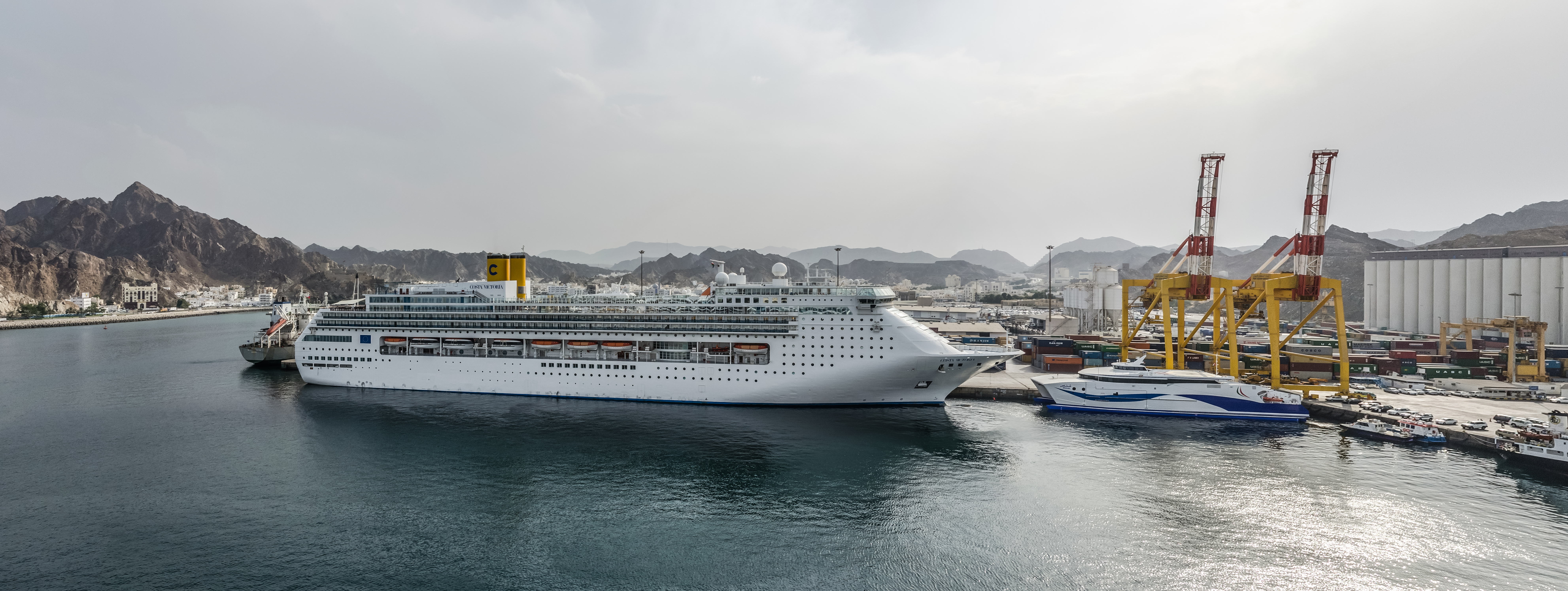
Porto Sultão Qaboos

A cidade de Mascate como grande parte do país tem como maior parte de sua renda as exportações sendo elas de petróleo, madrepérola e tâmaras. A cidade abriga grandes empresas petrolíferas como a Royal Dutch/Shell, Total e Partex.
A maioria de suas exportações são feitas pelo porto da cidade.

## Transporte

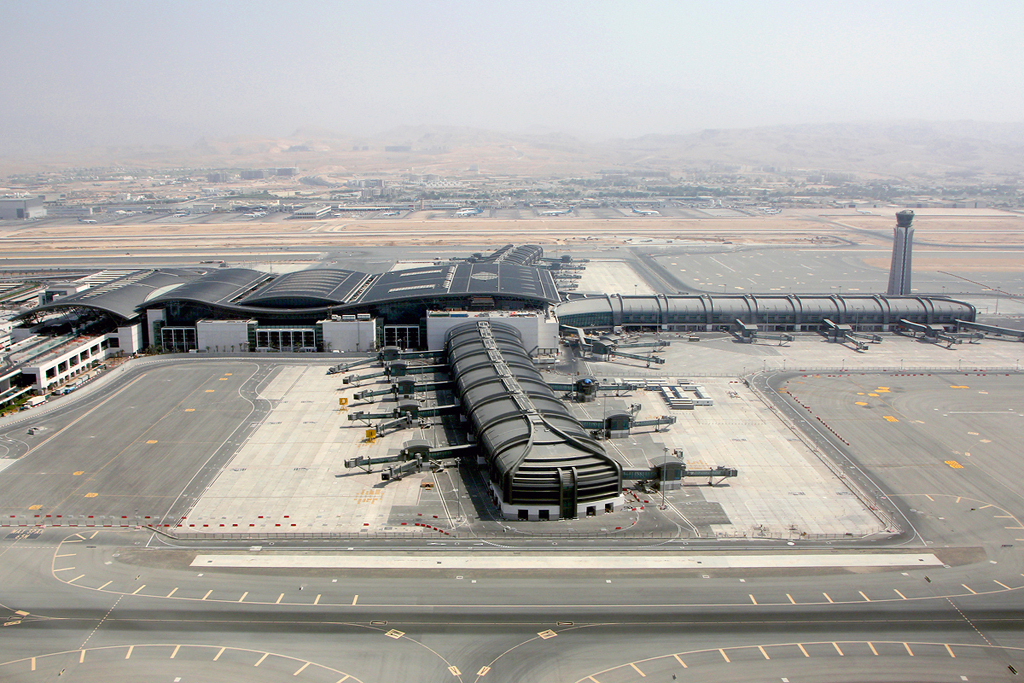
Aeroporto Internacional de Mascate

O principal aeroporto é o Aeroporto Internacional de Mascate (anteriormente conhecido como Aeroporto Internacional de Seeb), a cerca de 25 km (16 milhas) do distrito comercial de Ruwi . Mascate é a sede da companhia aérea local Oman Air, que voa para vários destinos no Oriente Médio, no subcontinente indiano, no leste da África e na Europa.
O Porto do Sultão Qaboos é um dos portos mais importantes da província de Mascate, conhecido por receber muitos navios e barcos comerciais. Aqui também podem ser vistos os barcos tradicionais da Península Arábica chamados Dhows. Esse porto tem sido, há muitos séculos, o principal centro comercial e financeiro em termos de comércio marítimo internacional.

## Cultura

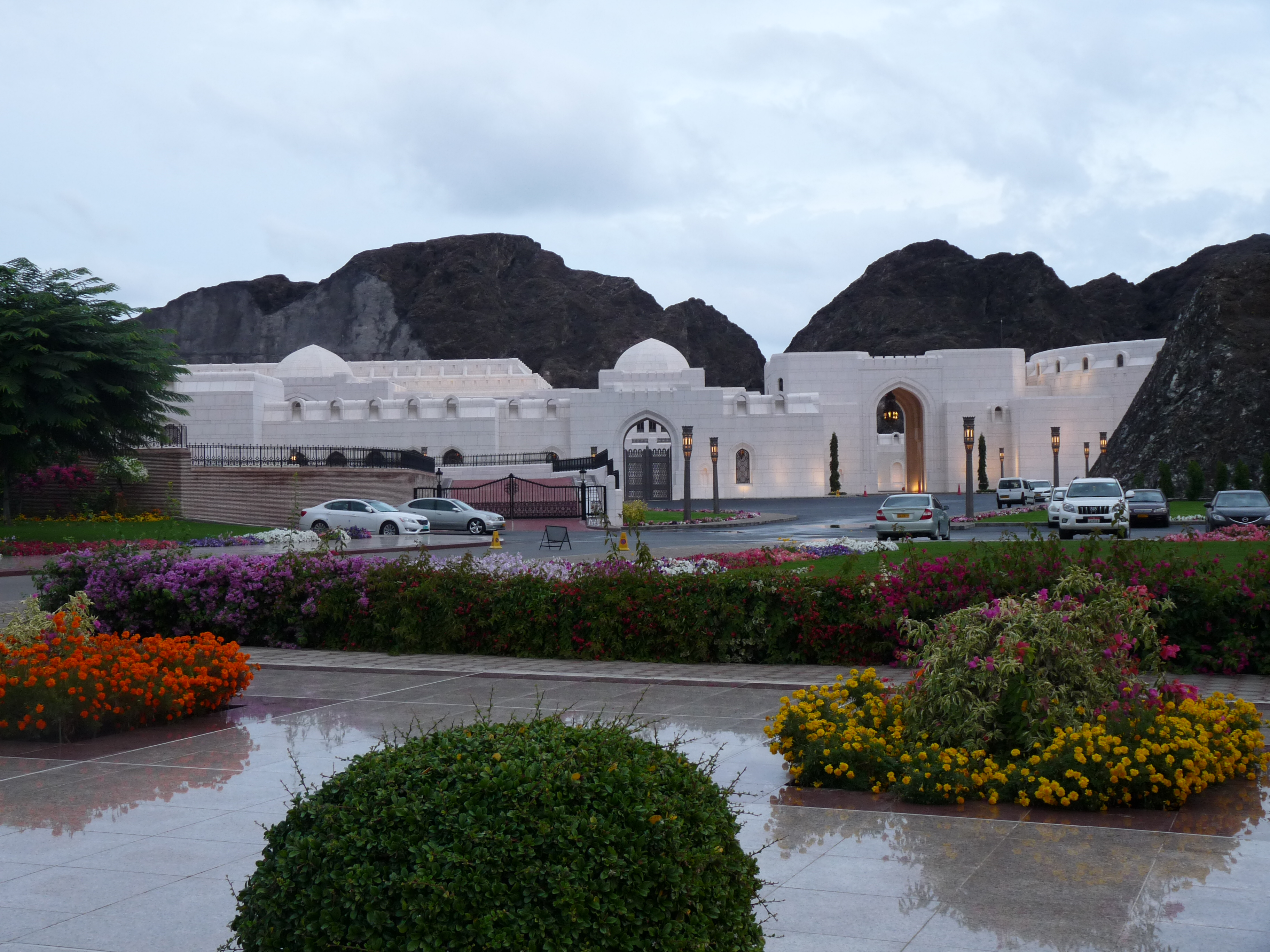
Prédio do Conselho de Omã

Externamente, Omã compartilha muitas das características culturais de seus vizinhos árabes, especialmente os do Conselho de Cooperação do Golfo. Apesar dessas semelhanças, há fatores importantes que tornam Omã único no Oriente Médio. Esses fatores são resultado tanto da geografia e da história quanto da cultura e da economia. A natureza relativamente recente e artificial do estado de Omã dificulta a descrição de uma cultura nacional; no entanto, há heterogeneidade cultural suficiente dentro de suas fronteiras nacionais para distinguir Omã de outros estados árabes no Golfo Pérsico. A diversidade cultural de Omã é maior do que a de seus vizinhos árabes, devido à sua expansão histórica em direção à costa suaíli e ao Oceano Índico.
Omã tem uma longa tradição de construção naval, pois as viagens marítimas desempenharam um papel importante na capacidade dos omanis de manter contato com as civilizações do mundo antigo. Sur foi uma das cidades de construção naval mais famosas do Oceano Índico.
Em março de 2016, arqueólogos trabalhando na ilha de Halania identificaram um naufrágio que se acredita ser o do Esmeralda da frota de Vasco da Gama de 1502-1503. O naufrágio foi descoberto inicialmente em 1998. Escavações subaquáticas posteriores foram realizadas entre 2013 e 2015 por meio de uma parceria entre o Ministério do Patrimônio e Cultura de Omã e a Blue Water Recoveries Ltd, uma empresa de recuperação de naufrágios. O navio foi identificado por meio de artefatos como uma “moeda portuguesa cunhada para o comércio com a Índia (uma das duas únicas moedas conhecidas) e balas de canhão de pedra gravadas com o que parecem ser as iniciais de Vicente Sodré, tio materno de da Gama e comandante do Esmeralda.”

### Eventos notórios
- Em 4 de maio de 2001 foi construída a Grande Mesquita do Sultão Qaboos, por determinação de Qaboos bin Said.
- Em 6 de junho de 2007, o Ciclone Gonu assolou Mascate causado extensos danos a propriedades, infra-estruturas e actividades comerciais.
- Em 20 de abril de 2018, o DJ sueco Avicii teve sua morte confirmada na capital do sudanato. Apesar de não confirmado, infere-se que o produtor musical tenha se suicidado com cortes no punho, feitos com o vidro de uma garrafa de champgnhe.